# ۱۲۲۸ (قمری)
۱۲۲۸ (قمری)، هزار و دویست و بیست و هشتمین سال در گاهشماری هجری قمری است. اول محرم این سال برابر با چهارم ژانویه سال ۱۸۱۳ میلادی است.